# توفي
التوفي هو خليط سكاكري مصنوع من إذابة دبس السكر (مولاس) مع السكر مع الزبدة وأحيانا الطحين، كامل الخليط يتم تسخينه حتى تصل درجة حرارته حتى 150 أو 160° درجة مئوية وهي مرحلة تسمى الهارد كراك "hard crack" وهي المرحلة التي تسبق تحول الخليط للحالة السائلة بالكامل.

## استخداماته
يستخدم التوفي في عدة أشكال ومع عدة أصناف، مع أصناف الكيك والشوكولاتة بأنواعها، وأيضا أضيف في بعض الأطعمة الشعبية كالكليجا. وغالبا يضاف بشكل ثانوي لهذه الأصناف لإعطاء نكهة جيدة.

## مصدر الكلمة
مصدر الكلمة غير معروف، لكن الباحثين يعتقدون أن مصدر الكلمة أتى من الكلمة اللاتينية توفين (tofene) والتي تعني اللذة القصوى.
الكاتب عن الأغذية، هارولد مكجي (Harold McGee) يدعي أنها أتت من لغة خليطة (كريول) لخلط السكر مع المولاس (دبس السكر)، ولكن لم يتم تحديد اللغة الخليطة الكريول هذه. أرّخ قاموس أوكسفورد أول ظهور للكلمة في عام 1825م وقام بتعريفها ككلمة مشتقة من كلمة taffy.